# Săritorii în gol
„Săritorii în gol” este o povestire științifico-fantastică scrisă de autorul român Mihail Grămescu în perioada 1980-1981. A apărut și în colecția de povestiri cu același nume de la Editura Nemira în 1994. Povestirea este dedicată în amintirea lui Mihai Ionescu.
Motto-ul povestirii este un text din Karl Marxm Dezbaterile în legătură cu libertatea presei: „...îndată ce a învățat să umble, omul învăță să cadă, și numai prin cădere învață să umble.”

## Povestea
Acțiunea are loc într-o lume suprapopulată, într-o Criptocrație în care oamenii se tem de Cosmos și de spațiile deschise. Se organizează concursuri în care anumiți concurenți sar în gol în Fântâna Timpului care de fapt este Universul.
În timpul căderii, așa zisul generator de antigravino nu mai emite antidotul căderii, prin urmare asupra sufletului nu mai acționează decât forța universală care determină prăbușirea. Deoarece nu mai există nimic care să frâneze căderea, spiritul se rostogolește în Abisurile Fântânii din ce în ce mai repede.  
După 24 de ore de cădere cu viteză infinită față de viteza luminii, se ajunge la limita Universului. Acolo se spune că este Apa, dar trecerea Dincolo este oprită de ceva necunoscut, toți săritorii dezintegrându-se de acest prag.  
Și totuși un om, numit Vent, reușește să treacă Dincolo, dincolo de tot-ce-a-fost-este-și-va-fi unde observă o entitate pe care nu reușește să o localizeze cu conștiința sa deoarece acolo unde trebuiau să fie atomi, molecule și celule, erau acum lumi și Universuri.
După ce Vent trece Pragul, calamitatea s-a declanșat, corpul lui devenind un Sorb, un fel de gaură neagră în care tot Universul se scurge. Toată lumea s-a trezit înghițită într-o clipită de răsufletul fântânii din mintea lui Vent. Deși lumea părea neschimbată, totuși cerul era nefiresc de alb și pustiu, fără soare, lună sau stele, totul rămânând împietrit într-un timp opac. Tot Universul a devenit o clipă în Clipa lui Vent.
...................
- De un singur lucru mă tem, zice Hahn pe gânduri. Că atunci când se va întoarce, visele Omului Cosmos vor năvăli în realitatea din jur și va începe Epoca Minunilor. Realitatea potopind visul unui om este încă o prea modestă catastrofă, Dar dacă visele lui Vent vor năvăli in lume? Și dacă Vent va trăi un coșmar?